# 阿諾德高地 (加利福尼亞州)
阿諾德高地（英語：Arnold Heights）是位於美國加利福尼亞州河濱縣的一個非建制地區。該地的面積和人口皆未知。

## 地理
阿諾德高地的座標為33°53′37″N 117°16′44″W / 33.89361°N 117.27889°W，而該地的平均海拔高度為475米（即1558英尺）。